# Marengo, Indiana
Marengo är en ort i Crawford County i delstaten Indiana, USA.